# Old Kilpatrick
Old Kilpatrick är en ort i Storbritannien.   Den ligger i kommunen West Dunbartonshire och riksdelen Skottland, i den nordvästra delen av landet, 600 km nordväst om huvudstaden London. Old Kilpatrick ligger 26 meter över havet och antalet invånare är 3 528.
Terrängen runt Old Kilpatrick är kuperad åt nordväst, men åt sydost är den platt. Runt Old Kilpatrick är det mycket tätbefolkat, med 1 886 invånare per kvadratkilometer. Närmaste större samhälle är Glasgow, 13,9 km sydost om Old Kilpatrick. Trakten runt Old Kilpatrick består i huvudsak av gräsmarker.